# George Mackay (homme politique)
Pour les articles homonymes, voir George MacKay et MacKay.
George Hugh Alexander Mackay, né le 20 mars 1872 à Copperfield et mort le 5 novembre 1961 à Gympie, est un entrepreneur et homme politique australien.

## Biographie
Il naît dans une petite ville minière du Queensland, fils de colons venus d'Écosse. Son père est charpentier. Après sa scolarité dans l'enseignement public, George Mackay enchaîne une diversité de métiers. Il quitte son apprentissage de chimiste pour devenir apprenti dans l'imprimerie en 1887, et fait un temps carrière dans ce domaine. À la fin des années 1890 il établit une maison de la presse et une librairie avec sa sœur à Clermont. Élu au conseil municipal de cette ville en 1899, il en est le maire de 1900 à 1902, puis s'établit comme fermier en Nouvelle-Galles du Sud. En 1905, de retour au Queensland, il s'établit comme fermier et propriétaire d'agence immobilière à Gympie. Conseiller municipal à Gympie à partir de 1905, il en devient le maire en 1917.
Après une première tentative infructueuse en 1909, il est élu député de Gympie à l'Assemblée législative du Queensland en 1912, sous l'étiquette du Parti libéral du Queensland (en). Il est battu dans sa circonscription aux élections locales de 1915, mais en 1917 il est élu député de la circonscription de Lilley (qui inclut Gympie) à la Chambre des représentants du Parlement fédéral, sous l'étiquette du tout jeune Parti nationaliste d'Australie (conservateur). Il conservera ce siège fédéral au travers de six élections ultérieures. Plutôt bon orateur, athlétique, il est un député calme, modeste, réfléchi, centriste. Présidant la commission parlementaire aux travaux publics de 1926 à 1928, il participe aux préparatifs pour le Mémorial australien de la guerre, ainsi qu'au développement de la ville planifiée qu'est Canberra.
En 1931, le Parti nationaliste se fond dans le nouveau Parti de l'Australie unie, et c'est sous cette couleur que siège dès lors George Mackay. En février 1932, à la suite des élections législatives de décembre 1931, il est élu président de la Chambre des représentants. Il ne se représente pas aux élections de 1934, mettant un terme à sa carrière politique. Il meurt d'un cancer du poumon en novembre 1961.